# 田村将軍堂
株式会社田村将軍堂（たむらしょうぐんどう）は、京都市に本社を置くかるたなどの製造卸販売の老舗企業。

## 概要
1921年（大正10年）創業の、百人一首や花札などのかるた製造卸販売の老舗である。「将軍堂」ともいう。
田村将軍堂の百人一首は、京都の八坂神社で毎年1月3日に行われる「かるた始め式」で使用される。
花札も、各種、製造している。

## 主要取扱商品

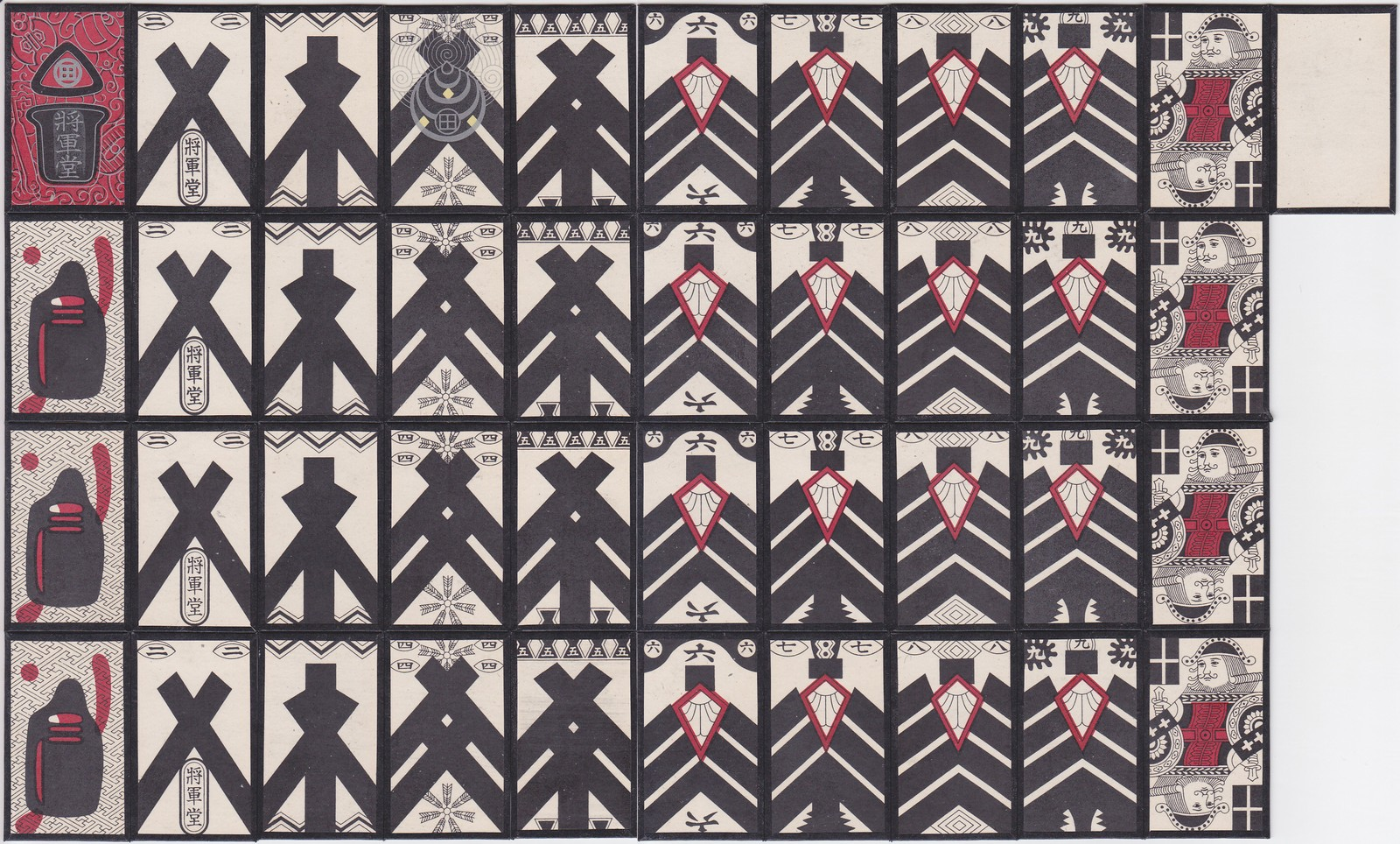
田村将軍堂の株札

### 百人一首
- 佳鳳
- 歌宴
- 京美かるた
- 九重かるた

### 花札
- 紫宸殿
- 大将軍
- 将軍
- 満点
- 栄光
- 京乃錦
- 花くらべ
- 夜櫻
- 春風
- 総帥
- 世界長
- 宝玉
- 京舞妓
- 祇園茶屋
- にしき花かるた
- 花あそびくらぶ
- 花あそび